# Esbart Dolça Catalunya
L'Esbart Dolça Catalunya forma part del Centre Cultural els Catalanistes, fundat l'any 1866, una de les primeres societats culturals creades a Sant Andreu de Palomar. L'esbart, que es dedica a difondre la dansa tradicional catalana, és una de les seccions del centre, juntament amb la del teatre líric –Josep Arbonés i Serra– i la de l'esport –Grusub.
Les infraestructures del centre cultural, que el grup de dansaires té a disposició, són un auditori de 137 places –amb una programació regular d'actes culturals–, un bar-restaurant i instal·lacions on pot assajar les actuacions pròpies i organitzar activitats diverses.